# Woodsia pilosa
Woodsia pilosa är en hällebräkenväxtart som beskrevs av Ren-Chang Ching. Woodsia pilosa ingår i släktet Woodsia och familjen Woodsiaceae. Inga underarter finns listade.